# 限定販売
限定販売（げんていはんばい）、もしくは限定発売（げんていはつばい）とは、企業が商品を地域や期間などに区切って販売する方法。全国販売に先駆けて試験的に行われるマーケティング目的の限定販売や、商品の購買意欲を高める目的で行われるものがある。
企業の負担が軽い割には効果が大きく、最近では意図的に行われるケースが増えている。そのため、露骨な商業主義だと反発する消費者も少なからず存在する。

## 地域限定
関東や中部･四国などのブロックに区切り、そのエリア内でのみ販売される手法。地方の名産品を素材にしたものや、カールなど生産コストの関係で、全国販売が難しいものなどが対象となる。また、どん兵衛などの即席麺の中には、地域に応じてスープのベースとなる出汁を変えるなど、消費者が気づかないうちに限定品を購入している場合がある。近年では、コンビニエンスストアでも出店地域ごとにデザートなどのラインナップを変え、地方ごとの独自色を打ち出す試みが行われている。また、地域性からか北海道では、多数の限定品が販売されている（詳しくは北海道限定品参照のこと）。

## 期間限定
菓子類や飲食店のメニューで多く用いられ、春であれば桜の花、夏であれば梅など、季節にあわせた味付けを施した商品が多い。
また「試験にうカール」（カール・明治製菓）や「きっと勝つと」（キットカット・ネスレ）など受験シーズンに合わせて語呂合わせでネーミングを変えた商品が期間限定で販売されるケースが増えている。食品業界以外では、TCG販売において多用されている。

## 数量限定
生産数を制限して販売する手法。高級食品といった大量生産するとコストに見合わない製品のほか、マニアックな書籍（新刊、復刻版、豪華版など）、往年のDVDなどの元々一定の顧客にのみアピールする商品などが対象となる。商品によっては製造本数とその中で何番目に造られたのかを示すロットナンバーが記されることがあり、その中でも若い数字、つまり初期に生産されたものが価値があるとされている。こちらもTCG販売で多用されている。
また、メーカーが生産を終了する場合（そのジャンルから撤退もしくはメーカーそのものを清算する場合など）、それを記念したファイナルエディションを数量限定で生産する場合がある（乗用車に多く見られる）。

## 限定カラー
前述の「数量」はもちろん、「地域」「期間」にも当てはまる場合がある。
携帯型ゲーム、スニーカー、パソコン、家電製品、楽器、自動車などにおいて、通常の商品のラインナップにはない特別な色のバージョンが販売されることがある。

## 場所限定
どの地域でも購入できるが、そのジャンルを扱う販売店のうち一部に限って販売することをこのように指すことがある。例えばインターネットが普及してからは、通常の量販店では販売せず、メーカーや量販店のオンラインサイトのみで販売する商品が存在する。

## 限定販売の例

### 数量限定
下記にはゲーム類の例が多数あげられているが、出版関係では「限定○百部」といった刊行形式は、枚挙に暇（いとま）がないほど多数存在する。
- アクエリアンエイジ
- うえきの法則 THE CARD BATTLE
- エターナルヴォイス
- 央華封神TCG
- おジャ魔女どれみカードゲームコレクション
- 陰陽闘神符
- カオスギア
- ガンガンヴァーサス
- ガンダムウォー
- 金色のガッシュベル!! THE CARD BATTLE
- 牙
- 真・女神転生TCG
- シャーマンキングカードゲーム
- ジョジョの奇妙な冒険Adventure Battle Card
- ゾイド・バトルカードゲーム
- ゾイド・スクランブル
- ゾイドカードコロシアム 業務用ゲーム対応カードゲーム
- 大貝獣物語 THE MIRACLE OF THE ZONE
- DT Lords of Genomes
- ディメンション・ゼロ
- デュエルマスターズ
- デジタルモンスターカードゲーム
- テニスの王子様
- ドラゴン☆オールスターズ
- ドラゴンボールカードゲーム
- トレード&バトル カードヒーロー
- NARUTO -ナルト-CARD GAME
- VSシステム
- ハーレムマスター
- 美少女戦士セーラームーンカードゲームコレクション
- BLEACHSOUL CARD BATTLE
- ポケモンカードゲーム
- Bビーダマン爆外伝
- マジック:ザ・ギャザリング
- ミックスマスター カードバトル
- ミドルアース コレクタブルカードゲーム
- ムシキング 業務用ゲーム対応カードゲーム
- モンスターコレクション
- モンスターファームバトルカード
- 遊☆戯☆王アーク・ファイブ オフィシャルカードゲーム
- 妖精伝承
- ランブリングエンジェル
- リーフファイトTCG
- リセ
- レンジャーズストライク
- ONE PIECE

### 期間限定
マクドナルド
- 月見バーガー（秋季）
- てりたま（春季）
- ロコモコ（夏季）
- グラコロ（冬季）
- マックシェイク（不定期）

### 地域限定
グリコ
- ジャイアントポッキー・夕張メロン味（北海道）
- ジャイアントポッキー・信州巨峰（信州）

サンリオのご当地キティに代表される、キャラクターグッズの各都道府県や地域での限定販売。キューピー、どーもくん、加トちゃん等も同様に、主に各所の特産品や名産品がモチーフになることが多い。そのため、土産物として購入される場合も多い。また、コンプリートを最終目標とするユーザーもいる。

### 場所限定
- 撃（自衛隊限定）